# IPhone 4
El iPhone 4 es un teléfono inteligente de gama alta, presentado como la cuarta generación de iPhone el 24 de junio de 2010. Originalmente, Apple solo lo ofrecía en color negro y blanco. 
A diferencia de las versiones anteriores del iPhone, tiene una forma menos redondeada y una carcasa más resistente a base de cristal.

## Historia
El 19 de abril del 2010, el sitio web Gizmodo publicó que había comprado un prototipo de iPhone por 5.000 dólares y que lo habían desmontado. El prototipo lo había perdido el empleado de Foxconn, Sun Danyong, un hombre de 25 años, que se suicidó en julio de 2009 después de informar de la pérdida del prototipo en su poder. Poco tiempo después, Gizmodo publicó información detallada sobre el prototipo. Los socios legales de Apple Inc. solicitaron formalmente que el teléfono se devolviera a Apple Inc., y Gizmodo respondió con la intención de cooperar.
Como ha especificado Apple, la versión del teléfono en color blanco daba problemas con el funcionamiento normal del teléfono, lo que retrasó su salida al mercado.
Las últimas noticias acerca del nuevo producto de la empresa de Mountain View, apuntaban a un posible fallo relacionado con las antenas de claro producido por el cortocircuito entre la antena encargada de la señal Bluetooth, WiFi y GPS y la encargada de la señal UMTS y GSM[cita requerida].Y también presentaba fallos con los cargadores de esta generación de iPhone. Con la versión 7.0 de su sistema operativo, el iPhone 4 representaba en el gráfico de barras de la cobertura un descenso notorio y el corte de la llamada en el caso de estar realizándola, debido a que con la mano se estaban tapando las antenas. Apple[cita requerida] rebatió dicha información en su rueda de prensa del 16 de julio. Afirmó que todos los móviles, especialmente los teléfonos inteligentes, sufren una deficiencia de recepción al tapar la antena. Al iPhone 4 le ocurriría lo mismo. Por tanto, atribuir el fallo al diseño de la antena resulta un error mundialmente extendido, que causó gran polémica en relación con el índice de ventas, el porcentaje de fallos relacionados y el grado de satisfacción de los usuarios de la marca. Al parecer, esta generación de iPhone falla al actualizar el sistema operativo iOS más reciente. Pero aun así tendrán que actualizarlo por las aplicaciones de su tienda oficial de "App store".
La situación derivó en el despido del ingeniero responsable del diseño de la antena y Apple acabó reconociendo que algunos de sus teléfonos presentaron problemas con la señal, según cómo se sostuviera el teléfono, sobre todo en áreas de baja cobertura. Ofreció hasta el 30 de septiembre de 2010 a todos los propietarios de un iPhone 4 una funda protectora sin coste, a través del Programa de fundas para el iPhone 4.
Apple publicó la versión 4.1 de iOS para intentar subsanar el problema de recepción de la antena GSM. Este parche sólo subsanaba un problema de calibrado de la forma en que las barras de cobertura representaban la recepción de la misma[cita requerida], pero no solucionó el problema conocido como "antennagate". Este fallo está ocasionado por el diseño del teléfono y no puede solucionarse con una actualización de software. Por esta razón, Apple decidió realizar una campaña limitada (del 23 de julio al 30 de septiembre de 2010) de envío gratuito de fundas o de devolución del dinero a los usuarios que hubieran adquirido una para su iPhone 4[cita requerida] (el uso de una funda o protector impide que los dedos del usuario pongan en contacto la antena GSM con una parte metálica del chasis del equipo, lo que provoca la pérdida de señal).
En otoño de 2010 Apple empezó a sustituir los dos tornillos Phillips exteriores por tornillos pentalobulares durante el servicio de reparación posventa en Estados Unidos, y a incluirlos en las unidades producidas en Japón. Posteriormente los iPhone 4 (y modelos posteriores) han sido fabricados incluyendo estos tornillos, los cuales dificultan el acceso al interior del teléfono si no se dispone de un destornillador específico.
En abril de 2011, la publicación de una noticia sobre la baja protección del archivo de datos de ubicación del iPhone desató una nueva polémica. Dicho archivo guarda los datos de ubicación del aparato durante aproximadamente el último mes, está sin cifrar y además se copia al equipo sobremesa al sincronizarlo con el iPhone. Apple aclaró en un comunicado oficial que dicho archivo no se envía a la compañía ni se utiliza con otros servicios que los de información geográfica asociados al dispositivo. También adelantó que sacaría una actualización de software para cifrar dicho archivo y dificultar su posible uso ilícito.

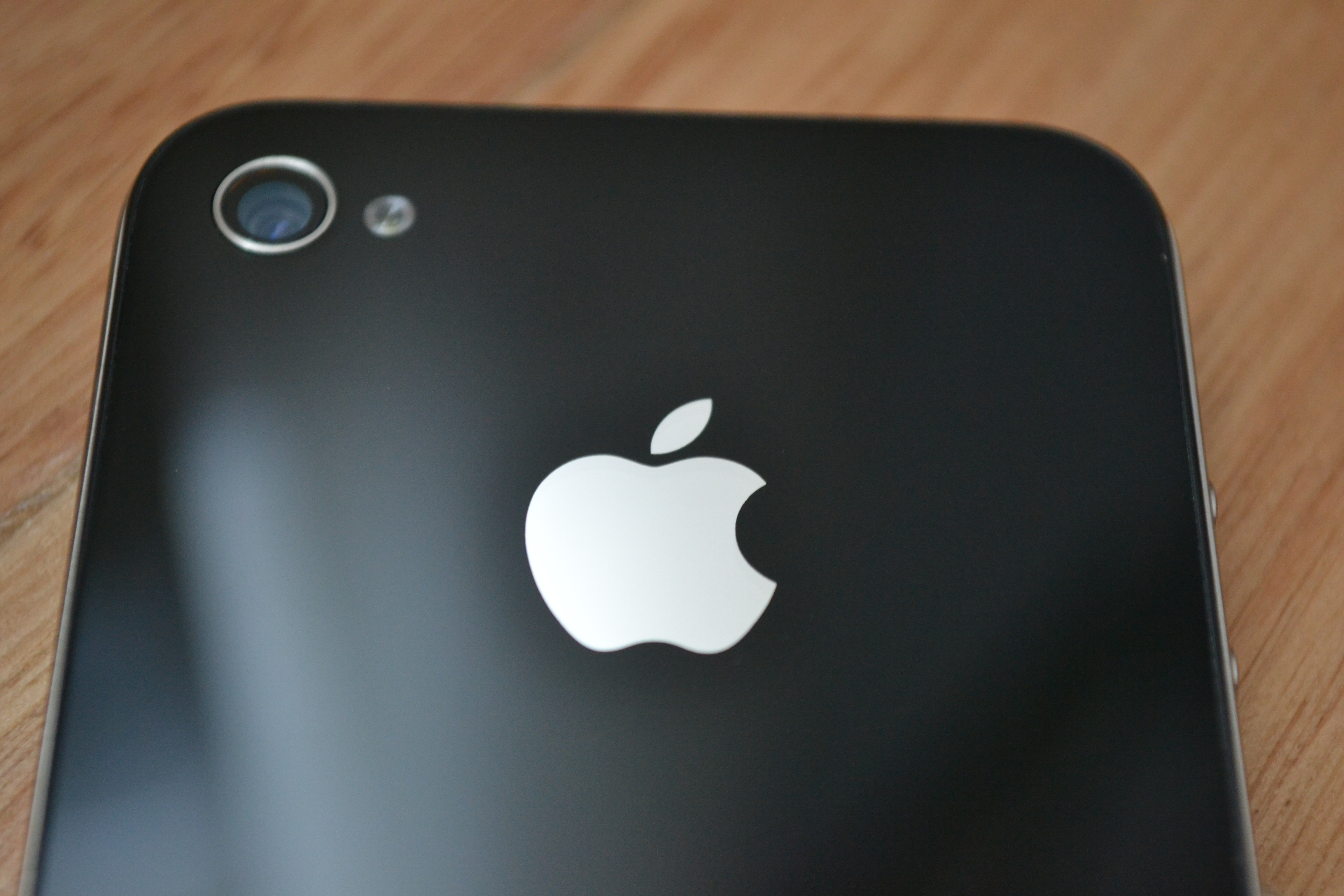
Parte trasera de un iPhone hecha de vidrio, donde se destaca el logo de Apple.

En octubre de 2011, Apple confirmó oficialmente la salida del nuevo iPhone 4S, desmintiendo los rumores sobre la nueva generación de este móvil táctil, conocido hasta el momento como iPhone 5.

## Artículos que incluye el embalaje
- iPhone 4
- Guía rápida de inicio con fotos
- Auriculares.
- Cable USB con conector Dock de 30 pines.
- 2 pegatinas de la manzana de Apple.
- Accesorio para extracción de tarjeta sim

## Especificaciones
- Colores: Negro y Blanco
- Almacenamiento: 8,16 y 32 GB
- Tamaño: 115,2 mm x 58,6 mm x 9,3 mm.
- Peso: 137 g.
- Chip: Apple A4
- Tamaño de memoria RAM: 512 MB.
- Tamaño de la pantalla: 3,5 pulgadas.
- Resolución de la pantalla: 960x640 (Pantalla Retina)
- Cámara posterior: 5 megapíxeles con flash LED y grabación HD
- Cámara frontal: 1,2 MP VGA (fotos y vídeos)
- Batería: en llamada 14 h (2G), 7 h (3G); en Internet 10 h (Wi-Fi), 6 h (3G); 10 h de reproducción de vídeo, 40 h de reproducción de audio.
- Giroscopio de 3 ejes, acelerómetro, sensor de proximidad y luz ambiental, brújula digital.
- UMTS/HSDPA/HSUPA (850, 900, 1900, 2100 MHz).
- Tecnologías GSM y CDMA.
- WiFi 602.11b/g/n (802.11n sólo en 2,4GHz), Bluetooth 2.1 + EDR(Enhanced Data Rate), A-GPS. No incluye GLONASS
- FaceTime
- Micro SIM